# Montamel
 Montamel  es una comuna y población de Francia, en la región de Mediodía-Pirineos, departamento de Lot, en el distrito de Gourdon y cantón de Saint-Germain-du-Bel-Air.
Su población en el censo de 1999 era de 98 habitantes.
Está integrada en la Communauté de communes Quercy-Bouriane .

## Demografía
| 90 | 100 | 73 | 78 | 76 | 98 |
| Para los censos de 1962 a 1999 la población legal corresponde a la población sin duplicidades (Fuente: INSEE [Consultar]) |     |    |    |    |    |